# تگرگ ۱۳۹۶ سنندج
ساعت ۲:۳۰ بامداد چهارشنبه ۱۳ اردیبهشت ۱۳۹۶ شهر سنندج شاهد بارش تگرگ بود. این تگرگ مورد توجه رسانه‌های خارجی قرار گرفت از آن به عنوان قوی‌ترین تگرگ ایران یاد شده‌است. اندازه دانه‌های تگرگ به اندازه یک گردو تخمین زده می‌شود که سبب خسارت ۲۰ میلیارد تومانی به باغات کشاورزی ۱۸ میلیارد تومان به تأسیسات زیربنایی استان کردستان وارد آورد است.